# Foreningen Skånsk Fremtid
Foreningen Skånsk Fremtid blev stiftet i 1992 med det formål at støtte den skånelandske søsterforening Föreningen Skånelands Framtids og andre skånelænderes bestræbelser for øget selvstyre og for at oplyse om Skåne, Halland og Blekinges danske historie og kultur.
Med Øresundsbroen og Øresundsregionen er der skabt gode betingelser for at styrke fællesskabet over sundet. Skånsk Fremtid forestiller sig et fremtidigt Skåne som en selvstyrende region i Regionernes Europa med eget parlament. Af samme grund vil foreningen modvirke, at Sverige opdeler Skånelandene efter linjer, der savner historisk begrundelse, i et formodet forsøg på at svække den skånske identitet. Foreningen arbejder ligeledes for, at krigsbytte fra svenskekrigene bringes tilbage til Danmark og Skåne, og modsætter sig, at Øresundforbindelsen belastes med afgifter, som kan sinke sammensvejsningen af København og Malmø-Lund-området. 
Det er Skånsk Fremtids opfattelse, at Danmark med sin underskrift på fredsaftalerne er i sin gode ret til at forsvare det skånske mindretals rettigheder, men at danskerne har svigtet og fortsat svigter skåningerne af hensyn til det nordiske samarbejde. 